# Herb Solca nad Wisłą
Herb Solca nad Wisłą – jeden z symboli miasta i gminy Solec nad Wisłą, autorstwa Kamila Wójcikowskiego i Roberta Fidury, ustanowiony 28 lutego 2025.

## Wygląd i symbolika
Herb przedstawia na tarczy w polu błękitnym złoty tron, a na nim siedzącą kobietę w srebrnej sukni, z kolanami skierowanymi w lewo i prawą ręką wspierającą na biodrze. Na głowie ma wysoką koronę, a w lewej wyciągniętej ręce trzyma berło zwieńczone złotą lilią.

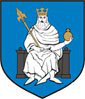
Nieoficjalny herb gminy do 2025

## Historia
W 2021 roku okazało się, że funkcjonujący dotąd w przestrzeni publicznej herb nie jest oficjalnie zatwierdzony, a także historycznie niepoprawny. Herb z wizerunkiem Kazimierza Wielkiego był trzykrotnie odrzucany przez Komisję Heraldyczną (w latach 2009, 2014, 2016), która wskazała, że herb Solca nad Wisłą musi opierać się na zachowanej pieczęci miejskiej, która przedstawia postać kobiecą, a nie królewską. Nowy wzór herbu i pozostałych insygniów miasta i gminy (autorstwa Kamila Wójcikowskiego i Roberta Fidury) został zatwierdzony przez Komisję Heraldyczną w styczniu 2025, po wielomiesięcznych pracach.